# 飯野汐里
飯野 汐里（いいの しおり）は日本の女性声優。主にアダルトゲームに声をあてている。

## 出演作品
太字は主役・メインキャラクター

### ゲーム

#### 2011年
- 淫刻の虜姫 〜囚われた没落の姫姉妹、淫教の果てに〜（ココ）[1]
- お姉ちゃんエロエロ注意報 〜愛液の大洪水〜（三沢聖奈）[2]
- 学園迷宮エロはぷにんぐ! イクぜ! 性技のダンジョン攻略（星乃雫）[3]
- 彼の為に私が出来ること（真城沙綾）[4]
- 子作り妖怪H変化 〜乙女を犯す憑依合体〜（碓氷ゆきひ）[5]
- 催眠淫行 〜もう一人の淫らな私〜（若枝叶美）[6]
- ぜったい絶頂☆性器の大発明!! ─処女を狙う学園道具多発エロ─（佐原空希）[7]
- 中出し孕ませ新薬調査（新谷桜子）[8]
- 発情退散! 中出しお孕い除霊性活（喜美嶋南）[9]
- 孕ま世界 The movie 〜毎日が子作り曜日〜（水無月若菜）[10]
- 変態勇者の中出し英雄記（エリア＝メイヘル）[11]
- 世にも気持ちいい学園の快談 〜オバケになってあの娘に仕返し!〜（花園綾女）[12]

#### 2012年
- セーエキ!ぶっかけ牧場! 〜お汁いっぱい、精霊達をHに飼イク!〜（ミルキー・オンディーヌ）[13]
- ぜったい猟域☆セックス・ロワイアル!! 〜無人島犯し合いバトル〜（美村 菫）[14]

#### 2013年
- 冷淫〜雨音に混じる少女の嬌声〜（秋津 佑里）